# Supercapitalisme
 (avril 2024).

Benito Mussolini.

Le supercapitalisme est un concept introduit par le dictateur et homme d'État italien Benito Mussolini lors un discours prononcé en novembre 1933 devant le Conseil national des corporations du royaume d'Italie,. Mussolini a prononcé ce discours dans le contexte de la Grande Dépression, il y tenait comme responsable le capitalisme qui aurait progressivement dégénéré : il y avait d'abord eu un « capitalisme dynamique » ou « héroïque » (1830-1870), suivi d'un « capitalisme statique » (1870-1914), et enfin de la forme finale du capitalisme décadent, également connu sous le nom de « supercapitalisme », qui aurait débuté en 1914,.

## Définition
Mussolini affirme qu'au stade du supercapitalisme « une entreprise capitaliste, lorsque les difficultés apparaissent, se jette comme un poids mort dans les bras de l'État. C'est alors que commence l'intervention de l'État et devient davantage nécessaire. C'est alors que ceux qui ignoraient autrefois l'État maintenant, le désirent désormais furieusement. »
Mussolini explique que bien que le fascisme italien ne soutient pas un retour à un capitalisme dynamique ou héroïque, il apprécie le capitalisme héroïque pour ses contributions industrielles et technologiques, le fascisme italien admire ainsi la « production capitaliste, les capitaines d'industrie, les entrepreneurs modernes. »  Néanmoins, Mussolini déclare qu'il ne soutient ni n'apprécie le supercapitalisme, car il serait incompatible avec le secteur agricole italien. En outre, il critique fortement le supercapitalisme sur les domaines de la standardisation et de la consommation de masse, en disant :

« À ce stade, le supercapitalisme trouve son inspiration et sa justification dans une utopie : l’utopie de la consommation sans fin. L’idéal du supercapitalisme est la standardisation de la race humaine du berceau à la tombe. Le supercapitalisme veut que tous les bébés naissent exactement de la même longueur afin que les berceaux puissent être standardisés et que tous les enfants puissent aimer les mêmes jouets. Il veut que tous les hommes portent le même uniforme, lisent le même livre, aient les mêmes goûts cinématographiques et désirent les mêmes objets permettant de soi-disant économiser du temps de travail. Ce n’est pas le résultat d’un quelconque caprice. Tout ceci est inhérent à la logique des événements, car c’est seulement ainsi que le supercapitalisme peut élaborer ses plans. ».

Pour remplacer le supercapitalisme, Mussolini préconise ce qu'il a appelé une économie corporative, affirmant que cette économie « respecte le principe de la propriété privée. La propriété privée complète la personnalité humaine. C'est un droit. Mais c'est aussi un devoir ». Il affirme que les meilleurs éléments du capitalisme héroïque pourraient être restaurés sous l'État corporatif, expliquant que « ce n'est que lorsque l'initiative privée est inintelligente, inexistante ou inefficace que l'État peut intervenir ».